# Milczenie (polski film 1963)
Milczenie – polski dramat psychologiczno-obyczajowy z 1963 roku w reżyserii Kazimierza Kutza, zrealizowany na podstawie powieści Jerzego Szczygła.
Zdjęcia do filmu powstały w Chęcinach i Kielcach.

## Treść
Akcja dramatu rozgrywa się w prowincjonalnym miasteczku tuż po zakończeniu wojny. Uważany przez jego mieszkańców za „odmieńca”, kilkunastoletni sierota Stach zostaje jako bezbożnik i „czerwony” posądzony o napad na miejscowego proboszcza. Wkrótce też podczas jednej z chłopięcych zabaw niewypałami zostaje kaleką tracąc wzrok, co miejscowa społeczność uznaje za słuszną karę bożą, lecz nieszczęście to jedynie nasila wrogość wobec niego. Wskutek splotu okoliczności stary ksiądz – jedyny, który zna prawdę o niewinności chłopaka i mógłby okazać mu istotną pomoc – zachowuje w tej sprawie milczenie. Przed psychicznym załamaniem chroni Stacha tylko życzliwa mu pielęgniarka. 

## Obsada aktorska
- Kazimierz Fabisiak – proboszcz
- Mirosław Kobierzycki – Stach (głos: Maciej Damięcki)
- Elżbieta Czyżewska – pielęgniarka Kazia
- Maria Zbyszewska – pielęgniarka Stefa
- Zbigniew Cybulski – Roman, chłopak Kazi
- Tadeusz Kalinowski – woźnica Wójcik
- Edward Rączkowski – Firganek
- Halina Łuszczewska – Bejcowa
- Zygmunt Zintel – Sitnik
- Stefan Wroncki – kościelny Grzegorz
- Stanisław Igar – ksiądz dziekan
- Janusz Kłosiński – rzeźnik
- Zygmunt Listkiewicz – lekarz

## O filmie
Film oraz powieść powstały w typowym  dla kultury późniejszego okresu gomułkowskiego nurcie zamaskowanej walki z Kościołem , mającej na celu wzbudzanie w niejawny sposób niechęci do katolickiego kleru. Twórca jednak podjął w nim zarazem problematykę ludzkiej samotności, nietolerancji i obojętności w zamkniętym środowisku prowincjonalnym. Tragedia chłopięcego kalectwa oparta jest na osobistym doświadczeniu autora powieści i scenariusza.